# Rudolf Roßkopf
Rudolf Roßkopf (* 16. April 1925 in Bertoldsheim; † 1. November 1994 ebenda) war ein deutscher Politiker (CSU).

## Leben
Roßkopf besuchte die Volksschule und erlernte den Beruf des Kaufmanns. Er beantragte am 10. Januar 1943 die Aufnahme in die NSDAP und wurde zum 20. April desselben Jahres aufgenommen (Mitgliedsnummer 9.529.706). Nach zweieinhalbjährigem Kriegsdienst machte er die Lehre zum Landwirt und besuchte eine Landwirtschaftsschule. 1957 übernahm er den Betrieb seines Vaters, welcher für Lebensmittel, Landhandel und Landwirtschaft zuständig war. Schon 1952 stieg er in die Kommunalpolitik ein. Dort war er zweiter Bürgermeister, Kreisrat, Mitglied des Kreisausschusses und Vorsitzender der Fraktion der CSU im Kreistag des Landkreises Neuburg an der Donau. Von 1962 bis 1970 vertrat er den Stimmkreis Neuburg an der Donau-Stadt und -Land im Bayerischen Landtag als direkt gewählter Abgeordneter. 1967 gewann er Aufmerksamkeit durch den Fund eines Standbildes des Heiligen Nikolaus vom Rieder Tor in Donauwörth, das bei Rennertshofen in der Donau schwamm. Er wollte diese nicht persönlich zurückgeben, sondern vom Bürgermeister abholen lassen, letztlich wurde die Statue in Abwesenheit Roßkopfs von der Polizei mitgenommen. 1972 war er als Kandidat für das Amt des Landrats im neu gebildeten Landkreis Neuburg-Schrobenhausen im Gespräch, unterlag dabei jedoch Walter Asam. Roßkopf wurde dann im Juli 1972 aus dem Kreistagsgremium zum Stellvertreter des Landrats gewählt. 1978 kandidierte Roßkopf um das Amt des Bürgermeisters von Rennertshofen, doch unterlag er dem parteilosen Ernst Gebert.